# Поморцев, Анатолий Александрович
Анатолий Александрович Поморцев (16 ноября 1930, Раздольное, Мариинский район, Кемеровская область, СССР — 2003, Москва, Российская Федерация) — советский, российский партийный и государственный деятель, заместитель министра сельского хозяйства СССР. Кавалер двух орденов Трудового Красного Знамени и ордена «Знак Почёта».

## Биография
Родился 16 ноября 1930 года в селе Раздольное Мальковского сельсовета Мариинского района в Кемеровской области в семье Александра Яковлевича Поморцева. 
Окончил Мариинский сельхозтехникум и высшее учебное заведение. Работал секретарём одного из райкомов комсомола города Кемерово, секретарём обкома ВЛКСМ (с 1955-го председатель колхоза села Смолино Кемеровского района), секретарём Мариинского райкома КПСС. В дальнейшем занимал должность заведующего отделом сельского хозяйства Кемеровского областного комитета КПСС, а после объединения Мариинского и Чебулинского районов руководил партийной организацией объединенных территорий. Это были годы расцвета Мариинского и Чебулинского районов. Впоследствии А. А. Поморцев работал в Москве в Министерстве сельского хозяйства СССР, где долгое время был заместителем министра, одновременно начальником Главного управления сельскохозяйственных высших учебных заведений Министерства сельского хозяйства СССР.

## Воспоминания современников
Жителям нынешнего Ленинского райкома Кемерова трудно представить, что в те времена вся территория района принадлежала селянам и не была «подвластна» областному центру. Летом 1955 года на пахотных землях нынешнего «спального» района города колосились сотни гектаров посеянного колхозом «Широкое поле» овса. <…> год был урожайным, буйным. Председателем колхоза в селе Смолино Кемеровского сельского района в тот год стал работать мой добрый друг Анатолий Поморцев, бывший комсомольский активист. В один из морозных вечеров, мы поехали с ним в его хозяйство. Ехали на лошади, впряженной в сани-розвальни по заснеженной дороге. 30 километров мы преодолели за несколько часов. <…> Через 24 года мы оба вспомнили об этом в Москве, на Всесоюзном совещании ректоров вузов — я как уже ректор Института культуры, а Анатолий Александрович Поморцев как заместитель министра сельского хозяйства страны, курирующий вузы сельскохозяйственного профиля. Жаль, что моего друга уже нет в живых.— В. Брюхов, ректор Кемеровского государственного института культуры. К 90-летию Комсомола: фрагменты-сюжеты..

Помню, как в начале моей работы в ВАСХНИЛ Петр Петрович (Вавилов) пригласил меня с собой в Министерство сельского хозяйства, чтобы представить и познакомить ответственными работниками, с которыми мне предстояло контактировать в первую очередь. Это были заместитель министра сельского хозяйства СССР Анатолий Александрович Поморцев и начальник Главка кадров Минсельхоза Дмитрий Андреевич Есипенко. Как же они сразу тепло и уважительно приняли нас, <…> Беседа продолжалась минут тридцать, а, когда мы уходили, А. А. Поморцев шепнул мне: «Смотри, не подведи Петра Петровича, мы его уважаем!»— В. М. Баутин, д. э. н., акад. РАН, проф. кафедры управления РГАУ-МСХА имени К. А. Тимирязева. 
Вклад выдающегося ученого, академика ВАСХНИЛ, члена-корреспондента АН СССР Петра Петровича Вавилова в развитие аграрной науки и образования.

## Награды
Его трудовая деятельность отмечена правительственными наградами:
- два ордена Трудового Красного Знамени[1][2];
- ордена «Знак Почёта»[2].

## Семья
- Отец — Александр Андриянович Поморцев (1880—1974) — крестьянин, уроженец села Баимское, колхозник села Раздольное с 1930-го, участник боёв на Китайско-Восточная железная дорога (КВЖД) (1929), участник; инвалид Великой Отечественной войны.
- Мать — Екатерина Даниловна Поморцева (1901—1983) — передовик советского сельского хозяйства, звеньевая полеводческого звена колхоза «Память Чкалова» Мариинского района Кемеровской области, Герой Социалистического Труда (1949), родила и воспитала 3 детей[1][5].
- Сын — Поморцев Андрей Анатольевич (род. 1954) — выпускник МСХА им. К. А. Тимирязева с отличием (1976), доктор биологических наук, ведущий научный сотрудник — научный руководитель испытательной лаборатории отдела генетики растений Института общей генетики имени Н. И. Вавилова Российской академии наук (c 1985)[6].

### Комментарии
1. ↑  В начале 1930-х годов односельчане Екатерина Поморцева и демобилизовавшийся из Рабоче-крестьянской Красной армии (РККА) Александр Поморцев, за которого она вышла замуж, переселились в соседнее село Раздольное (7 км к юго-западу от села Баим).
2. ↑  В 1963—1966 гг. Чебулинский район был упразднён, земли района были переданы Мариинскому району.

### Внешние источники
1. 1 2 3 4 5 6  П. Эта наша с тобою Земля...: Поморцев Анатолий Александрович (1930—2003) // От А до Я. Краткая энциклопедия о Мариинске «Мариинск-трейд.ру» : энциклопедия. — 2010. — 23 августа.
2. 1 2 3 4 5  Мариинский аграрный техникум отметил 80-летний юбилей // Vetkuzbass.ru Ветеринария Кузбасса Информационный вестник : журнал. — Управление ветеринарии Кузбасса, 2011. — Июль (№ 22 (261)). Архивировано 1 марта 2020 года.
3. 1 2 3  Воспоминания В. Брюхова: Дальняя дорога. Smkrsm.ru  РКСМ-ВЛКСМ-РСМ. — «100 летие ВЛКСМ в Кемеровской области». Дата обращения: 10 мая 2020.
4. ↑  В. М. Баутин. Вклад выдающегося ученого, академика ВАСХНИЛ, члена-корреспондента АН СССР [[Вавилов, Пётр Петрович|Петра Петровича Вавилова]] в развитие аграрной науки и образования. Timacad.ru Известия ТСХА. Дата обращения: 6 августа 2020. Архивировано 26 июля 2018 года.
5. ↑  Депутат Верховного Совета СССР. Удивительна биография. Dereksiz.org. Дата обращения: 10 мая 2020. Архивировано 3 мая 2019 года.
6. ↑  Поморцев Андрей Анатольевич. Barley-malt.ru. Дата обращения: 11 мая 2020.